# Alexejewka (Belgorod)
Alexejewka (russisch Алексе́евка) ist eine Stadt in der Oblast Belgorod (Russland) mit 39.026 Einwohnern (Stand 14. Oktober 2010).

## Geografie
Die Stadt liegt am Südrand der Mittelrussischen Platte etwa 300 km östlich der Oblasthauptstadt Belgorod an der Tichaja Sosna, einem rechten Nebenfluss des Don.
Alexejewka ist der Oblast administrativ direkt unterstellt und zugleich Verwaltungszentrum des gleichnamigen Rajons.

## Geschichte
Alexejewka entstand 1685 (nach anderen Angaben 1691) als Handwerks- und Handelssiedlung (Sloboda). Eine alternative Bezeichnung in dieser Zeit war Alexejewskaja (Sloboda). Die Benennung erfolgte wahrscheinlich nach dem ersten Besitzer Alexei Tscherkasski (1680–1742).

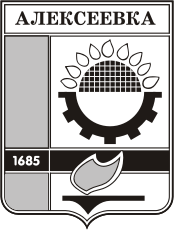
Wappen von Alexejewka während der Zeit der Sowjetunion

Einen wirtschaftlichen Aufschwung nahm der Ort mit der Eröffnung der ersten Ölmühle 1833 unter Mitwirkung des Leibeigenen Daniil Bokarjow aus dem Gouvernement Tula, der 1829 eine Methode zur Ölgewinnung aus Sonnenblumenkernen erfunden hatte (siehe auch Stadtwappen). Es handelte sich um die erste Ölmühle dieser Art in Russland; eine weitere eröffnete Bokarjow selbst in Alexejewka 1834.
Schon gegen Ende des 19. Jahrhunderts hatte das bis in die 1920er Jahre zum Gouvernement Woronesch gehörende Dorf mehr Einwohner als viele Städte. 1939 erhielt Alexejewka den Status einer Siedlung städtischen Typs.
Im Zweiten Weltkrieg wurde Alexejewka im Juli 1942 von der deutschen Wehrmacht besetzt und am 19. Januar 1943 von Truppen der Woronescher Front der Roten Armee im Rahmen der Operation Ostrogoschsk-Rossosch zurückerobert.
Das Stadtrecht wurde am 19. August 1954 verliehen.

### Bevölkerungsentwicklung

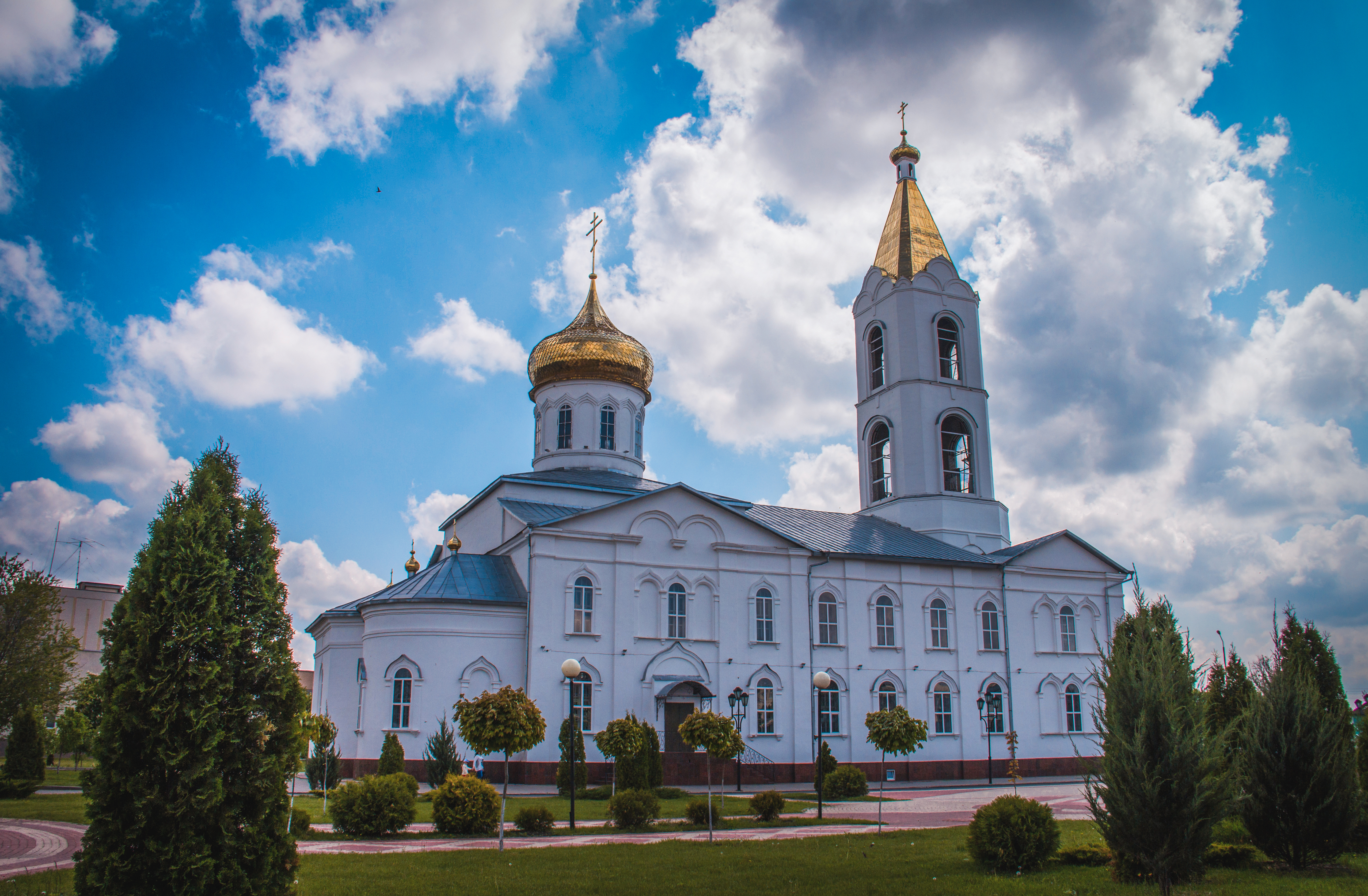
Kathedrale der Heiligen Dreifaltigkeit in Alexejewka

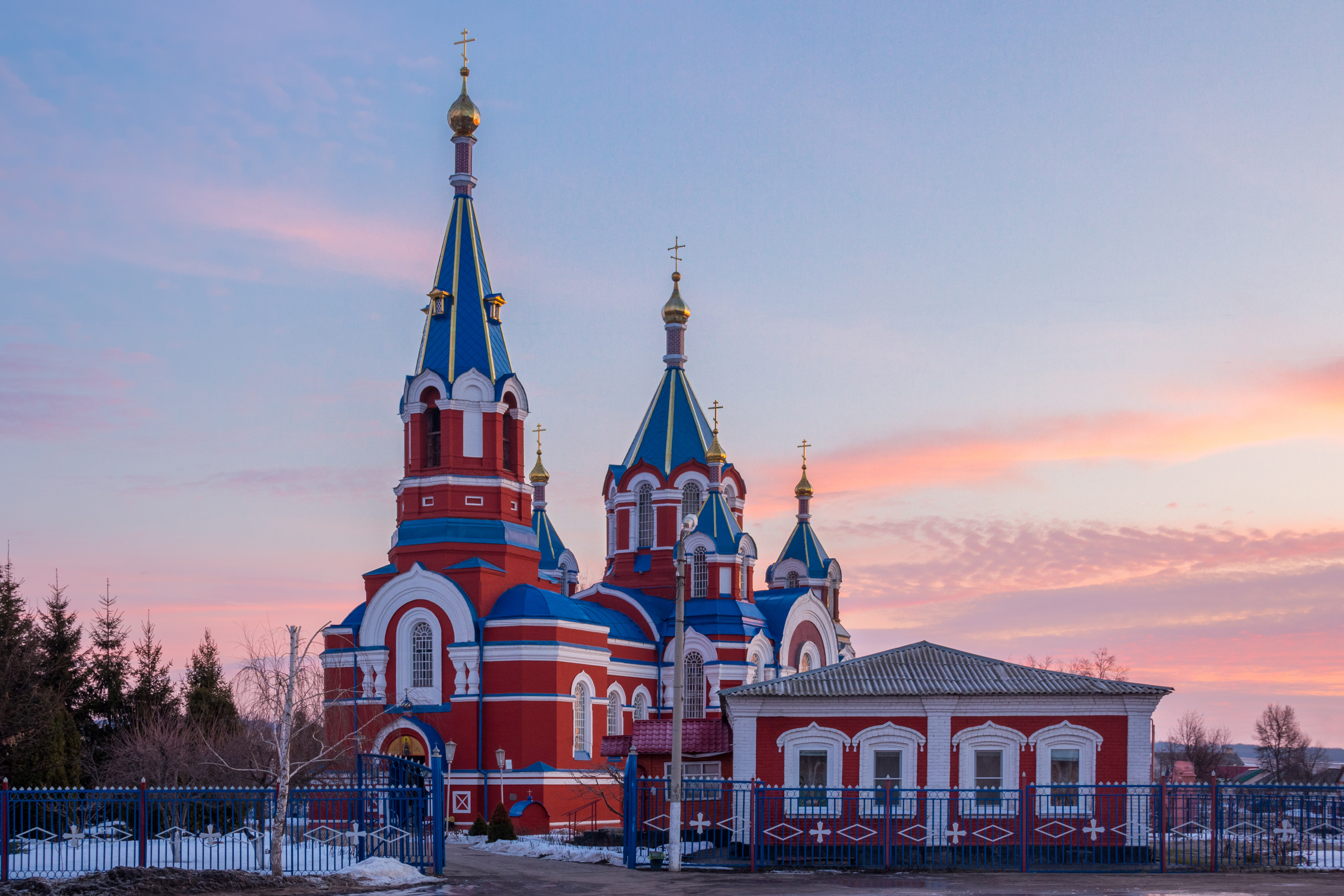
Alexander-Newski-Kirche

| Jahr | Einwohner |
| ---- | --------- |
| 1939 | 9.916     |
| 1959 | 20.148    |
| 1970 | 25.562    |
| 1979 | 31.554    |
| 1989 | 36.641    |
| 2002 | 39.312    |
| 2010 | 39.026    |

Anmerkung: Volkszählungsdaten

## Kultur und Sehenswürdigkeiten
In Alexejewka sind die Dreifaltigkeitskirche (Троицкая церковь/Troizkaja zerkow) von 1809, die Hl.-Dmitri-von-Rostow-Kirche (церковь Дмитрия Ростовского/zerkow Dmitrija Rostowskogo) von 1813 und die Alexander-Newski-Kirche (церковь Александра Невского/zerkow Alexandra Newskogo) von 1888 erhalten.
Die Stadt besitzt ein Heimatmuseum.

## Wirtschaft
Neben einer Reihe von Betrieben der Lebensmittelwirtschaft (Öl, Zucker, Milchkonserven usw.) gibt es Unternehmen des elektrotechnischen und chemischen Gerätebaus (Chimmasch) sowie der Bauwirtschaft.
Alexejewka liegt an der auf diesem Abschnitt 1895 eröffneten Eisenbahnstrecke Charkiw – Waluiki – Balaschow – Pensa. Durch die Stadt führt die Regionalstraße R185 Belgorod – Korotscha – Nowy Oskol – Rossosch.

## Söhne und Töchter der Stadt
- Andrei Kirilenko (1906–1990), Politiker
- Matwei Schaposchnikow (1906–1994), General